# Pensilvania (Caldas)
Pensilvania es un municipio Colombiano⁣⁣ ubicado en el departamento de Caldas. Se conoce como la Perla del Oriente por su belleza natural y por la calidad humana de sus pobladores. Carece de aeropuertos y está a una distancia aproximada de 4 horas del terminal de transporte terrestre de Manizales.

## Historia
Los indígenas Pantágoras, descendientes de los Caribes, habitaron la región de lo que hoy es el municipio de Pensilvania, al Oriente del Departamento de Caldas. Sus dominios se extendían 4000 km hasta las riberas de los ríos Guarinó y La Miel, en una zona caracterizada por la variedad de climas y de accidentes geográficos, propicios para la minería y la pesca, que fueron sus principales actividades de supervivencia.
Varios grupos de expedicionarios españoles llegaron a estas tierras en la década de 1540 a 1550, entre ellos Baltasar Maldonado, enviado por Gonzalo Jiménez de Quezada, y Álvaro de Mendoza, enviado por el Mariscal Jorge Robledo, quienes fracasaron en sus intentos por colonizar esta región dada la indómita naturaleza que caracterizaba a estas tierras; así, el territorio de lo que hoy es Pensilvania quedó deshabitado[cita requerida] durante 300 años. 
Años después, en 1860, un grupo de comerciantes antioqueños, entre los que estaban Isidro Mejía y Manuel Antonio Jaramillo, llegaron desde distintos lugares de lo que en ese tiempo se conocía como Antioquia la Grande, en busca de una vía más corta en su camino desde Salamina hacia Honda.
Se establecieron en el lugar que hoy ocupa Pensilvania, conocido como “Las Tenebrosas selvas de Sonsón”, y comenzaron un proceso de colonización de este baldío territorio, levantando chozas de paja en el sitio que hoy ocupa la plaza principal y poblándolo paulatinamente con la llegada de sus amigos y conocidos. Fué don Isidro Mejía quien solicitó luego a don Pedro Justo Berrío, presidente del Estado Soberano de Antioquia, la creación legal del Corregimiento de Pensilvania, y fue nombrado también don Isidro el primer inspector. 
Pensilvania nació entonces el 3 de febrero de 1866 por un Decreto en donde fueron definidos sus límites. Como municipio se le conoce a partir del 18 de diciembre de 1872. Los pensilvenses conservan profundas tradiciones católicas y patriarcales, heredadas especialmente del largo proceso de mestizaje, de la importante influencia de la cultura vasca y de otras regiones españolas.
El 25 de octubre de 1874, Monseñor José Joaquín Isaza, obispo de la Diócesis de Medellín, erigió mediante decreto eclesiástico la nueva Parroquia de Pensilvania.

## Generalidades
Hoy día, Pensilvania representa 523 kilómetros cuadrados del Oriente del Departamento de Caldas y está situado a 145 kilómetros de distancia de Manizales, la capital del Departamento.
Sus vecinos son Sonsón y Nariño al norte y noroeste; Samaná al oriente; Aguadas, Salamina y Marulanda al occidente; y Marquetalia y Manzanares al sur y suroeste. A una altura de 2.100 metros sobre el nivel del mar, tiene una temperatura de 17 grados centígrados con pisos térmicos que van de cálido-húmedo al norte y de páramo y sub páramo al occidente.
Su mayor actividad económica es el cultivo de café seguida por la ganadería, árboles con fines maderables y algunas áreas de caña para la elaboración de panela, plátano, maíz y papa. Corresponde al sistema hidrográfico del río Magdalena en la cordillera central, entre los ríos La Miel, que hace de límite con los municipios de Marquetalia y Manzanares; Tenerife, que hace límite con el municipio de Samaná; el río Arma, que limita con el municipio de Salamina; el río Samaná, que limita con los municipios de Sonsón y Nariño.
Reconocido en varias oportunidades como Municipio Modelo de Colombia Archivado el 13 de diciembre de 2006 en Wayback Machine., gracias a la gestión interinstitucional, que ha permitido que tanto el sector oficial (Administración Municipal), la academia representada por el IES-CINOC, y el sector privado con la Fundación Darío Maya Botero a la cabeza, interactúen y trabajen coordinadamente para bien del municipio, sumado ello el cambio de costumbres políticas que se gestó a raíz de la elección popular de alcaldes, lo que permitió mayor participación ciudadana en la definición de planes de desarrollo, metas y objetivos claros, la descentralización e independencia de la política departamental para la escogencia del mandatario local, el estilo gerencial, transparente y honesto de los alcaldes de elección popular.
Se destaca la cultura de sus gentes, el empuje emprendedor y empresarial que han llevado a muchos hijos de esta tierra a fundar empresas de importancia internacional, sin perder su amor por el municipio; Pensilvania se caracteriza por una importante producción maderera y su consiguiente aprovechamiento industrial y artesanal; es de destacar la existencia del Instituto de Educación Superior Colegio Integrado Nacional Oriente de Caldas (IES-CINOC), que ofrece programas de pregrado en Técnicas Forestales, Técnica en Industrialización de la Madera, Técnica en Administración de Empresas, Técnica en Contabilidad Sistematizada y Técnica en Informática y Sistemas entre muchos otros programas.
Se resalta que la institución se esfuerza por beneficiar a más del 90 % de los alumnos con políticas de gratuidad e incluso subsidios de vivienda y alimentación durante toda la duración de los programas técnicos y tecnológicos existentes.

## Economía
La economía de la región depende principalmente del cultivo del café, caña panelera; además se cultivan yuca, plátano, maíz, frijol y hortalizas. Igualmente se desarrolla la tala de árboles y la ganadería; Pensilvania tiene 16.000 cabezas de ganado.
La actividad pecuaria se ve reflejada en la explotación de Bovinos, porcinos, equinos y aves de corral.

## Geografía
Tiene una extensión de 530 km, posee todos los climas térmicos pues tiene alturas de 670 msnm hasta 3800 msnm.
Algunos de sus ríos son:
- Arma.
- Quebrada Negra.
- Samaná Sur.
- Dulce.
- El Salado.
- La Miel.
- Tenerife.
- Río Pensilvania

## Organización territorial

### Cabecera Municipal
La cabecera municipal en su periferia se encuentra las siguientes veredas: Quebrada Negra, El Líbano, Guayabal, El Dorado, Santa Rita, La Cabaña y San José.

### Centros poblados

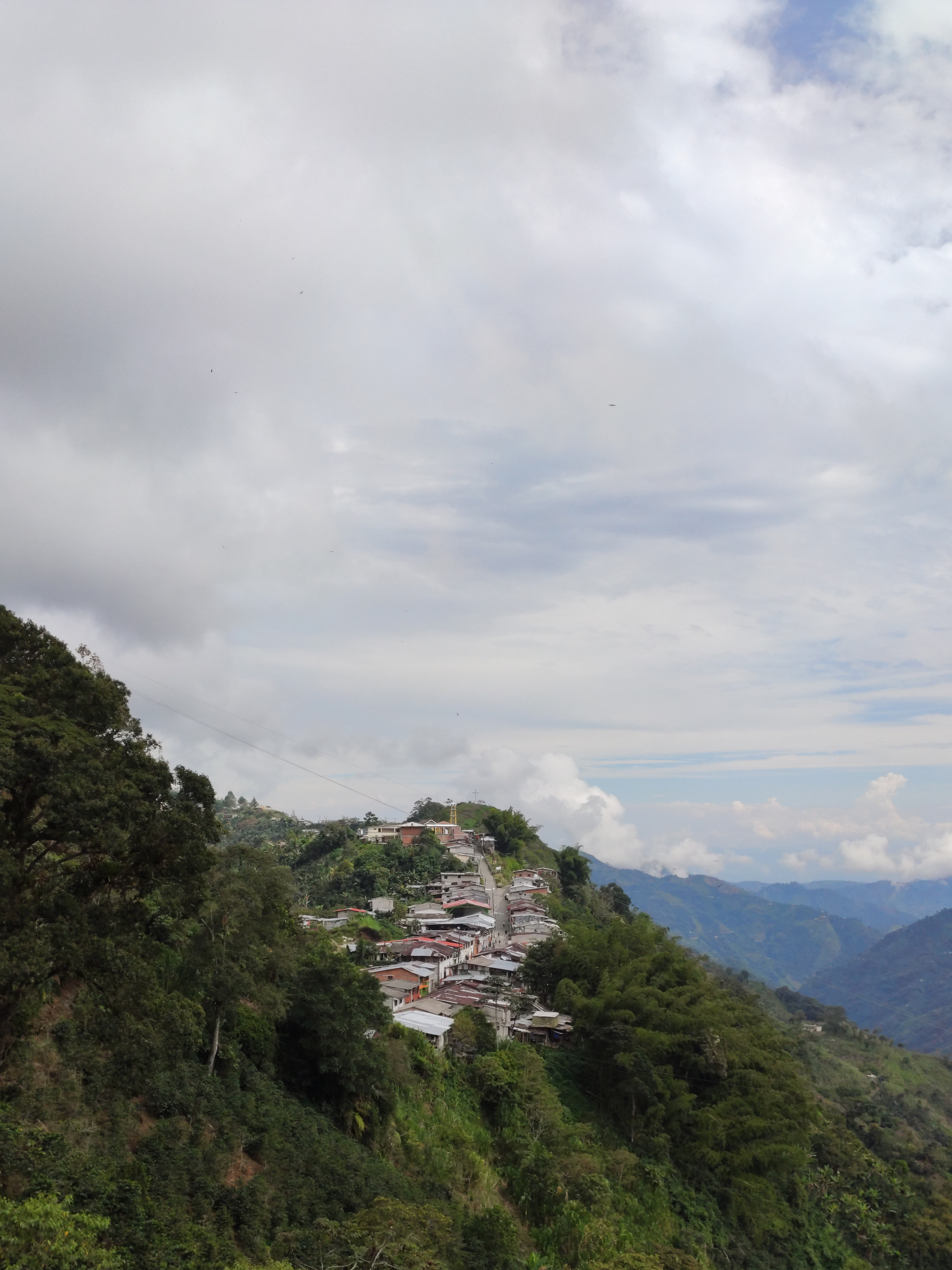
centro poblado San Daniel

Pensilvania tiene bajo su jurisdicción los centros poblados:
- Aguabonita
- Arboleda: se ubica a 1600 msnm, hacia el norte de la cabecera municipal.
- Bolivia: se ubica en la cima de una cuchilla a 1840 msnm. Al sureste de la cabecera municipal.
- El Higuerón
- La Linda
- La Rioja
- La Soledad Alta
- Pueblo Nuevo: se ubica a una altura de 800 msnm en el margen derecho del río Samaná. Al noreste de la cabecera municipal.
- San Daniel: se ubica a una altura de 1700 msnm, al nororiente del municipio.

#### Veredas
El municipio tiene constituido las siguientes veredas: 
El Verdal Alto y bajo, Cabilditos, El Billar, La Ceiba, Cundinamarca, La Florida, El Bosque, La Loma, La Estrella, Sevilla, Campoalegre, El Castillo, Guacas, Las Marías, Los Medios, El Anime alto y bajo, El Sandal, La Torre, La Cruz, La Alejandría, La Brigada, Río Dulce, La Palmera, Samaria, La Arabia, El Caunce, El Salado, El Jordán, Alto Miguel, La Estrella, Las Brisas, Patio Bonito, Las Playas, Morrón, Armenia, La Esperanza, La Primavera, La Costa, El Vergel, La Soledad, La Primavera, La Costa, El Vergel,La Albania alta y baja, Barreto, La Romelia, El Jardín, La Mesa, Miraflores, El Silencia, El Paraíso, Las Mercedes, Guayaquil, Buenos Aires, Cartagena, Playa Rica, La Palmera, El Rubí, Las Colinas, Arenilla, Santa Teresa, La Cristalina, La Palma, San Juan, La Linda, Los Medios, Los Pomos, La Marina, El Naranjo, Villaráz, Chaquiral, Santo Domingo, La Florida, El Algarrobo, Sebastopol, Las Pavas, El Vergel, La Aurora.

## Límites municipales
Pensilvania está delimitada por los siguientes municipios:
| Noroeste: Sonsón ( Antioquia) Aguadas (Rio Arma) | Norte: Sonsón y Nariño ( Antioquia) (Rio Samana Sur) | Nordeste: Nariño ( Antioquia) (Rio Samana Sur) |
| Oeste: Salamina (Río Arma)                       |                                                      | Este: Samaná (Río Tenerife)                    |
| Suroeste: Marulanda                              | Sur: Manzanares (Río La Miel)                        | Sureste: Marquetalia (Río La Miel)             |

## Educación
Pensilvania es uno de los tres municipios sin analfabetismo de Colombia. En este pueblo la educación es gratuita, además a los estudiantes se le da bonos de ropa, seguro contra accidentes, bonos de cuadernos, útiles y alimenticios. Tienen un cubrimiento del 100% de primaria y bachillerato.
Tuvo sus inicios educativos primarios hacia finales del siglo XIX, de forma local por maestros consagrados como don Urbano Ruíz, entre otros. Hacia 1903 se formaliza la educación con la creación del colegio San José, con la llegada de los Hermanos de la Salle y, posteriormente, en 1906, se da inicio a la formación femenina con las Hermanas Dominicas de la Presentación.
El municipio dispone de dos instituciones educativas en el casco urbano: la Escuela Normal Superior de la Presentación y la Institución Educativa Pensilvania. En el área rural, cuenta con ocho instituciones, una en cada corregimiento, además de una en la vereda Santa Rita, que tiene subsedes en varias veredas, así como en las veredas La Rioja y El Higuerón.

## Símbolos

### Escudo
En la parte superior una cruz que sirva de respaldo a una espada. Sobre la cruz un águila con sus alas desplegadas. En el pecho del águila en forma de escudo a la usanza española, recto en la parte superior y terminado en forma aguda, con cuatro formas o cuarteles divididos por líneas iguales que contendrán las piezas siguientes:
- La iglesia sobre campo azul.
- Campo de verde vegetal, un árbol o ramo de café en plena producción.
- Campo de rojo, una pica y un hacha cruzados entre sí.
- El cerro de Morrón con sus panorámicas adyacentes y atrás del cerro el sol saliente y despidiendo sus rayos dorados.

El significado del escudo es el siguiente: 
- La torre, grandeza, poderío histórico, tradición y nobleza de la raza.
- El árbol del café la riqueza básica de la economía, la agricultura, la fertilidad del suelo y de sus hombres.
- La pica, la minería y la riqueza de su subsuelo.
- El hacha, el emblema de los fundadores que descuajaron la montaña para la creación del distrito.
- El cerro de Morrón y sus panorámicas adyacentes y el sol y sus rayos, el porvenir de Pensilvania.
- Sol de Oriente, el futuro del pueblo y el amanecer de una ciudad llamada a grandes destinos.
- La cruz significa el emblema del cristianismo.
- El águila, la grandeza heroica tradicional.
- La espada, el valor y la defensa de la patria.

### Bandera
Está conformada por tres franjas horizontales e iguales: La franja amarilla se ubica en la parte superior y significa la riqueza del pueblo; en el centro, la franja blanca significa paz, y en la parte inferior el color verde que significa la esperanza en el progreso del municipio.